# Jay Ingram
Pour les articles homonymes, voir Ingram.
Jay Ingram (né en 1945) est un animateur de télévision, un vulgarisateur scientifique et un écrivain canadien. Il était l'animateur de l'émission Daily Planet qui est diffusée sur Discovery Channel Canada. Le 5 juin 2011 il participe à sa dernière émission, qui lui est consacrée.
Ingram a également animé l'émission scientifique Quirks and Quarks sur la première chaîne de Radio-Canada de 1979 à 1992. Cette émission continue à être diffusée avec l'animateur Bob McDonald (en). Durant cette période, il gagna deux prix ACTRA pour la catégorie meilleur animateur.
Jay Ingram est l'auteur de plusieurs livres à succès comme Talk, Talk, Talk; The Science of Everyday Life; The Velocity of Honey; and The Burning House, qui gagna le prix des auteurs scientifiques canadiens de 1995. Un de ses derniers ouvrages populaires s'appelle Theatre of the Mind, publié chez Harper Collins en octobre 2005. 